# Carlos Roa
Carlos Roa, född 15 augusti 1969 i Santa Fe i Argentina, är en argentinsk före detta fotbollsmålvakt, numera målvaktstränare i grekiska AEK Aten.
Roa är främst känd för att ha varit Argentinas förstaval i målet i VM 1998 i Frankrike, då laget tog sig till kvartsfinal.

## Karriär
Roa debuterade på seniornivå för Racing i den argentinska högstaligan 1988. Efter nästan tio säsonger i Argentina med Racing och senare Lanús flyttade Roa 1997 med sin tränare Héctor Cúper till spanska RCD Mallorca, som precis tagit steget upp i La Liga.
Roa hjälpte klubben till en succéartad femteplats i ligan under sin debutsäsong 1997/1998. Samma säsong tog sig laget ända till final i Copa del Rey 1997/1998. Tack vare dessa framgångar fick Roa 1997 begå A-landslagsdebut för Argentina.

### VM 1998
Till världsmästerskapet i Frankrike 1998 hade Roa blivit förstaval i Argentinas mål. Han inledde mästerskapet med att hålla nollan i samtliga gruppspelsmatcher, bland annat mot blivande bronsmedaljörerna Kroatien. I de två kommande matcherna skulle han däremot behöva kapitulera för två av mästerskapets mest ihågkomna mål.
I den minnesvärda åttondelsfinalen mot England spräcktes Roas mästerskapsnolla av Alan Shearer och tio minuter senare överlistades Roa även av tonårige Michael Owen. Matchen stod 2–2 efter 90 spelade minuter och gick till straffläggning där Roa blev matchhjälte efter att ha räddat två straffar, först en från Paul Ince och sen den avgörande straffen från David Batty.
I den följande kvartsfinalen mot Nederländerna skulle Roa på nytt överrumplas två gånger om. Nederländerna vann matchen med 2–1 efter att Dennis Bergkamp gjort ett av turneringens mest uppmärksammade mål, med det var argentinarna utslagna från turneringen.

## Personligt
Carlos Roa är hängiven sjundedagsadventist och trodde att världens undergång skulle ske i samband med millennieskiftet mellan 1999 och 2000. På grund av tron avbröt Roa sin fotbollskarriär och bosatte sig på en gård på den argentinska landsbygden för att ägna sig åt sin tro. Han har i efterhand beskrivit beslutet som bra på ett andligt plan men dåligt på det sportsliga eftersom han var på toppen av sin karriär och tilltänkt ersättare för Peter Schmeichel i Manchester Uniteds mål.
Roa är vegetarian. Han har överlevt malaria och testikelcancer.
Han är god vän med landslagslegendaren Matías Almeyda och har varit målvaktstränare i alla klubbar Almeyda tränat.